# ローガン郡 (ケンタッキー州)

ケンタッキー州内の位置

ローガン郡 (Logan County) はアメリカ合衆国ケンタッキー州内に位置する郡である。人口は26,573人（2000年）。郡庁所在地はRussellvilleである。この郡はベンジャミン・ローガン (w:Benjamin Logan) の名を取って命名された。

## 地理
アメリカ合衆国統計局によると、この郡は総面積1,443 km2 (557 mi2) である。このうち1,439 km2 (556 mi2) が陸地で4 km2 (1 mi2) が水地域である。総面積の0.25%が水地域となっている。

### 隣接する郡
- ミューレンバーグ郡  (北西)
- バトラー郡  (北)
- ウォーレン郡  (北東)
- シンプソン郡  (南東)
- ロバートソン郡 (テネシー州)  (南)
- トッド郡  (西)

## 人口動勢
2000年国勢調査で、この郡は人口26,573人、10,506世帯、および7,574家族が暮らしている。人口密度は18/km2 (48/mi2) である。8/km2 (21/mi2) の平均的な密度に11,875軒の住宅が建っている。この都市の人種的な構成は白人90.70%、アフリカン・アメリカン7.62%、先住民0.21%、アジア0.17%、太平洋諸島系0.01%、その他の人種0.33%、および混血0.96%である。ここの人口の1.08%はヒスパニックまたはラテン系である。
この郡内の住民は25.70%が18歳未満の未成年、18歳以上24歳以下が8.40%、25歳以上44歳以下が28.50%、45歳以上64歳以下が23.60%、および65歳以上が13.80%にわたっている。中央値年齢は37歳である。女性100人ごとに対して男性は93.10人である。18歳以上の女性100人ごとに対して男性は90.40人である。
この郡内の世帯ごとの平均的な収入は32,474米ドルであり、家族ごとの平均的な収入は39,307米ドルである。男性は29,750米ドルに対して女性は20,265米ドルの平均的な収入がある。この郡の一人当たりの収入 (per capita income) は15,962米ドルである。人口の15.50%および家族の10.80% は貧困線以下である。全人口のうち18歳未満の20.50%および65歳以上の18.60%は貧困線以下の生活を送っている。

## 都市及び町
- Russellville
- Adairville
- Auburn
- Lewisburg